# Helligåndskirken (København)
 Denne artikel omhandler Helligåndskirken i København. For andre kirker med dette navn, se Helligåndskirken.
Helligåndskirken (eller Helligaandskirken) er en kirke midt i København, ved Amagertorv, som er en del af Strøget. Kirkens adresse er Niels Hemmingsens Gade, opkaldt efter en navnkundig teolog, som var præst ved kirken 1547-53. I forbindelse med kirken ligger Helligåndshuset og Helligaandskirkens Børnehave.
Kirken hed skiftevis Helligaands, Helliggeist og Helliggæst (på dansk). Efter reformationen blev Helliggeist det mest almindelige, men i 1881 blev navnet ved kongelig resolution fastsat til Helligaandskirken. Den stavemåde bruges på kirkens website.
Kirken har over hovedindgangen en stentavle med en inskription med kirkens historie:

"DENNE KIRKE VAR FØRST EN DEL AF DET GAMLE HELLIGAANDS HOSPITAL. I KONG CHRISTIAN I's REGJERINGSTID OMBYGGEDES DEN SOM KIRKE FOR DET DAVÆRENDE DUEBRØDREKLOSTER. AAR 1530 PRÆDIKEDES HER DEN LUTHERSKE REFORMATION. AAR 1537 BLEV KIRKEN EN AF STADENS SOGNEKIRKER. PRYDEDES VED RIGSHOVMESTER VALKENDORFS OMSORG I AARENE 1582 OG 1594 MED TAARN OG SPIR. BRÆNDTE MED EN STOR DEL AF STADEN I AARET 1728. PAANY OPFØRT I DE FØLGENDE AAR OG OFTERE SIDEN UDBEDRET. NU I KONG CHRISTIAN IX's 16de REGJERINGSAAR ATTER FULDSTÆNDIG ISTANDSAT OG PRYDET MED TVENDE SPIR. MENIGHEDEN TIL OPBYGGELSE GUD TIL ÆRE. AAR 1878-1879."

Kirkens 500 årsdag blev fejrer på Allehelgensdag i 1947. Kirkens organist Edwin Nielsen havde i dagens anledning komponeret en kantate med tekst af H. Helweg.

## Historie
Helligåndskirkens historie går tilbage til omkring 1295. Her oprettede roskildebiskoppen Johannes Krag et Helligåndshus, dvs et hospital for de fattige, på stedet. Det var en verdslig stiftelse, men den har utvivlsomt haft en præst og kirke tilknyttet. Den første sikre omtale af en kirke her er fra 1449, men Københavns matrikel fra 1377 viser at grunden havde samme udstrækning som ved reformationen, og der rimeligvis allerede lå en kirke på stedet.
I 1469 omdannede Christian 1. det københavnske Helligåndshus (domus sancti spiritus Hafnis) til et kloster. Under hans rejse til Rom i 1474 fik han det godkendt af paven som et kloster i Helligåndsordenen.

### Klosterkirken
Vi ved ikke meget om den første kirkes størrelse. Bygningerne er bedre dokumenteret efter udbygningen til kloster. Klosterkomplekset bestod af fire længer omkring en urtegård, hvor kirken udgjorde sydfløjen og det nuværende Helligåndshus vestfløjen. Nordfløjen er siden forsvundet, og af østfløjen er der kun noget murværk bevaret i sakristiet/præstekontoret nord for koret.
Det ældste billede af klosterkirken er Jan van Wijcks københavnsprospekt fra 1611, som viser en kirke med næsten samme grundplan som den nuværende, men undersøgelser af fundamentet i 1870'erne og af murværket i 1928 påviser, at kirken oprindeligt har haft et kortere kor – formodentligt kun ét fag med flad gavl – og været uden tårn. Kirken lå der allerede før oprettelsen af klosteret, men dens alder er vanskelig at fastslå. Den nævnes første gang i 1449, men er altså ældre. Stilmæssigt kunne den være fra 1300-tallet, men er snarere fra første halvdel af 1400-tallet.
Formen var en basilika med et bredt, højt midterskib på fem fag, afsluttet i øst af et korfag i samme dimensioner. På hver side af midterskibet var et lavere sideskib på fem fag med pulttag. Udvendig var murene fagopdelt af støttepiller, og i hvert fag et spidsbuet vindue. Der var også vinduer i midterskibets mure over sideskibenes taghøjde. Taget var prydet af et gotisk spir, som antages at være lige så gammelt som bygningen, og som formodentlig har rummet kirkens klokker. På det nordøstlige hjørne af koret var tilbygget et trappetårn, som gav adgang til loftet og klokkerne. Indvendig var midterskib og sideskibe adskilt af aflange, profilerede piller, som bar arkadebuer. Hvert fag i midterskib og sideskibe havde krydshvælv.
Efter oprettelsen af klosteret blev der brug for plads til munkene i kirkens kor, og det blev forlænget til tre fag plus den polygonale østende. Bygningen havde højere gesims og højere vinduer end den nuværende. Det er blevet konstateret flere steder i forbindelse med H. B. Storcks renovering i 1878, og kan stadig ses i murværket over det østligste vindue i koret.
Kirken havde to portaler i det sydlige sideskib, én i det vestligste fag, og én i det østligste fag. Der er fundet spor efter tre døre i korets nordvæg, men de har næppe været i brug samtidig. I tilbygningen nord for koret ses spor efter en dør i andet stokværks højde, som fører ind i koret. Klosterets østfløj må have haft to etager, antagelig med sovesal eller celler for munkene på øverste etage, hvorfra de har haft direkte adgang til kirken. Der har sandsynligvis været en for længst forsvundet trappe langs væggen i koret. Omkring 1520 påbegyndtes et tårn til ved østenden af det nordre sideskib, men inden det blev ret højt, kom Reformationen, og klosteret blev nedlagt i 1530.

### Sognekirken 1537-1728
Efter nedlæggelsen af klosteret overtog bystyret kirken. Den blev tildelt et sogn, og har fungeret som sognekirke lige siden. I vinduesnichen i korets nordside er årstallet 1538 sat ind i form af murankre, og det henviser sandsynligvis til datoen for overgang til sognekirke. Kirkens nye funktion medførte blandt andet ændringer i inventaret og i de næsten 200 år inden branden i 1728, skete der også forskellige ændringer ved bygningen.

#### Tårnet
I 1582 tog Københavns statholder Christoffer Valkendorf initiativ til at færdigøre af tårnet. Det blev nu bygget i krydsforbandt, hvor det tidligere var munkeforbandt, så overgangen mellem den gamle og den nye del er tydelig i murværket. Tårnet blev opført i otte stokværk adskilt af bjælkelag, hvor det øverste, der som i dag rummede klokkerne, var omkring dobbelt så højt som de øvrige. Det gamle udvendige trappetårn blev ført op til klokkestokværket. Tårnet kronedes af et spir, mage til det, kirken har i dag. Spirets udformning tilskrives pga stilen Hans van Steenwinckel den ældre.
I den øverste kugle på spiret blev indlagt en forgyldt kobberplade med en indskrift, som fortalte at spiret blev rejst i august 1594. Omkring 75 år senere indberettede kirkeværgerne, at der var opstået svagheder i tømmerkonstruktionen, og kongen gav 10. april 1671 ordre til at den øverste del skulle fjernes. Inden det blev gjort, blæste spidsen ned 16. august 1671. Skaden blev repareret samme år, og kobberpladen forsynet med en ny indskrift til minde om det.

#### Portalerne
Kirkens to portaler mod syd i de yderste af de fem fag, der var i skibet dengang, blev begge fornyet på 1600-tallet. Den vestlige blev i 1612 forsynet med en sandstensportal af rådmand Thomas Lorck. Den kendes kun fra Thurahs gengivelser, da alle andre billeder viser portalens afløser fra 1770'erne. (Thurah gengiver kirkens sydside i opstalt i både Den Danske Vitruvius fra 1746 og Hafnia Hodierna fra 1748, men der er betydelige forskelle på de to gengivelser.
Den østlige portal fik senere tilføjet et våbenhus, men det præcise tidspunkt lader sig ikke bestemme: Indgangen er udstyret med portal og gavlafdækninger af sandsten; stilistiske uoverensstemmelser tyder på, at de forskellige dele ikke er samtidige. Årstallet 1620 er indridset i gesimsen, Christian 4.s monogram er i topstykket og der er bruskbarokdetaljer, som tidligst kan være fra 1630'erne. Christian 6.s monogram på toppen af gavlen stammer fra en langt senere renovering i 1730'erne.
Det er sandsynligt, at portalen oprindeligt var lavet til Børsen, men blev overflødig pga. ændringer under byggeriet. Portalen blev opmagasineret i et par årtier, indtil den blev bestemt for kirken og fik et moderne topstykke. Byggetidspunktet er så omkring 1640. Våbenhuset, som er 8 m bredt og 4 m dybt, har i siderne ovale vinduesglugger fra 1878.

#### Skibet
Det søndre sideskib er forlænget med et fag mod øst, hvilket har forkortet koret til to fag og rundingen. Udvidelsen skete omkring 1650 (og ikke som tidligere ment efter branden i 1728): Der lå en gravkrypt under faget, hvis historie kan føres tilbage til 1678, hvor den lå inden for kirkens mure. En kilde fra 1654 fortæller, at døbefonten blev flyttet til dette hjørne i forbindelse med at Helligaandshuset blev omdannet til gravkapel. Endelig er den nye mur ikke i forbandt med våbenhuset.

#### Kapellerne
Efter nedlæggelsen af klosteret tilhørte Helligåndshuset ikke længere kirken, men i 1650 generhvervede den huset for at benytte det som gravkapel. Første bisættelse fandt sted i 1652 og fortsatte frem til 1858, hvor begravelser inden for voldene blev forbudt.
 
Omkring 1680 blev der bygget et mindre gravkapel ved Helligaandshusets nordøsthjørne til rådmand Ditmer Bøfke. I 1768 blev der tilbygget et tilsvarende kapel til Hans Christopher Hersleb på sydsiden, så de dannede én bygning med fælles tag. Begge kapeller var på 7 alen × 7 alen. De blev nedrevet i 1879.
Den seneste tilbygning til kirken, som stadig står, er Griffenfelds gravkapel, som er bygget 1672-73 og tegnet af Lambert van Haven. Det er en cirkelrund bygning på 9 m i ydre diameter med kobbertækket kuppeltag på kirkens nordside lige vest for tårnet. Adgang til kapellet sker fra det nordre sideskib, og her var en portal, som må være gået tabt under branden. Dens udseende kendes ikke.
Kapellet blev bygget til Griffenfelds hustru, Karen Nansen, som døde 1672, og hun er så vidt vides den eneste, som er bisat i kapellet. Efter Griffenfelds fald blev hendes kiste overført til Vær Kirke.

### Sognekirken 1728-1878
Københavns Brand i 1728 gik hårdt ud over Helligåndskirken. Om eftermiddagen den 21. oktober nåede ilden kirken, og omkring kl. 8 styrtede tårnet sammen. Hvælvingerne faldt ned i kirkerummet, og alt udbrændte. Kirkens præst på denne tid, den pengegriske Knud Tommerup, havde anbragt sin formue i kirken, før han selv i hast forlod den brændende by. Formuen den gik op i røg.
Ved genopbygningen af kirken var det kun dele af ydermuren, der kunne genbruges. Arkitekten J. C. Krieger udarbejdede en plan for genopbygningen, som blev godkendt af Frederik 4. i hans sidste leveår. Kriegers bygning havde samme grundplan som den brændte kirke, men hvor den gamle bygning var i basilikaform med lave sideskibe og fælles tagryg for midterskib og kor, fik den nye sideskibe med samme gesimshøjde som resten af bygningen og fælles tag med midterskibet. Det blev derved højere end korets tag, som også blev afvalmet i østenden, hvor der tidligere havde været en kamtaksgavl, knækket om den polygonale korafslutning.
Kirkeværgerne var ikke helt tilfredse med Kriegers plan. De ville have hvælvinger i kirkerummet, i stedet for det flade loft som Krieger foreslog, de ville have tagrytteren igen og de ville have et højere ottekantet spir på tårnet, i stedet for den forholdsvis beskedne afslutning, som Krieger havde tegnet (se Thurahs gengivelse). Byggekommissionen indvilligede i, at der blev lavet hvælvinger i træ (mod at kirken selv betalte halvdelen af merudgiften), men på de øvrige punkter blev det ved den godkendte plan.
Gesimshøjden på Kriegers kirke blev noget lavere end på middelalderkirken. Der er flere ting, som afslører det, men tydeligst ses det på korets østende, hvor der er rester af den gamle vinduesbue i murværket over det nuværende vindue. Skibets gavle måtte bygges op til den nye taghøjde – vestgavlen blev forsynet med tre rundbuede vinduer. Portalerne på sydsiden blev renoveret. Det var ved denne lejlighed at Christian 6.s monogram blev anbragt i gavltoppen på våbenhuset. Den udvendige trappe til tårnet blev muret til.
Kirken blev genindviet 30. november 1732. Herefter er den eneste nævneværdige ændring ved kirkens ydre i 1700-tallet udskiftningen af den vestre portal. Den blev bygget fra april til oktober 1774. Arkitektens navn kendes ikke.
I 1820 og i 1840'erne blev der foretaget istandsættelser, primært indvendig. Vinduet i korets østende, bag alteret, blev muret til som blænding, men hvornår vides ikke.

#### Lærredsboderne
En beskrivelse af Helligåndskirkens historie er ikke komplet uden oplysninger om Lærredsboderne, der i mange år var en god indtægtskilde for kirken – så god at ideen blev kopieret ved Trinitatis Kirke.
I 1528 gav magistraten tilladelse til at opføre stenboder langs kirkegårdens afgrænsning til Amagertorv. Der var kun fire, men de var forholdsvis store: sammenlagt 80 alen i bredden og i tre stokværk, med de øvre bindingsværksetager fremspringende i forhold til grundmuren. Boderne stod i tohundrede år og overlevede branden i 1728, men blev fjernet i 1732, da gaderne (som følge af branden), skulle gøres bredere og hegnsmuren til kirkegården blev derfor rykket tilbage.
Kirken beholdt dog sin ret til boder langs kirkegården, men nu blev de rykket om i Lille Helliggeststræde (den nuværende Niels Hemmingsensgade), hvor der blev indrettet 27 små boder i muren, syv syd for porten og 20 nord for. Hver bod havde en rundbuet dobbeltdør, der samtidig fungerede som udstillingsvindue. For ikke at få lugtgener fra boderne, gav kirken strikte regler for, hvad der måtte sælges fra boderne. Hverken "drikke- eller fedevarer samt saltmad" eller "hamp og deslige hørkram" måtte forekomme, kun "lærredskram og tørre varer". Hovedvaren var tekstiler, og deraf kom navnet Lærredsboderne; cigarer kunne også passes ind under tørre varer.
Omkring 1797 blev de enkle portåbninger til boderne forsynet med en nyklassisistisk gavltrekant båret af konsoller. De var antagelig udformet af stadsbygmesteren Peter Meyn, der få år senere byggede de små boder i hegnet til Kongens Have i Kronprinsessegade, som stadig er i brug. I 1856 foreslog G.F. Hetsch at erstatte Lærredsboderne med et helt nyt og større butikskompleks. Han reviderede sit forslag i 1861, men de anslåede byggeomkostninger var for store for magistraten, så det blev ikke til noget. Ved Storcks renovering i 1878-80 blev boderne nedlagt og muren erstattet af gitterhegn.

### Sognekirken 1878 og frem

#### Den store istandsættelse
Allerede i 1872 forberedte arkitekten H. B. Storck den store hovedreparation ved at opmåle kirken, og V. Tvede udførte tegninger. Først i 1878 indsendte Storck sin plan for reparationen til magistraten. Arbejdet foregik 1878-80, og bygningen fik sit nuværende udseende.
Storck gik grundigt til værks: der var stort set ikke nogen del af bygningen, som ikke blev taget under behandling. Der blev lagt nye granitsokler under murene, murværket blev renset for gammel puds og maling, og store dele udskiftet. Barokgesimsen blev udskiftet med en enklere murstensgesims, og taget istandsat. Vinduerne blev også istandsat, og det blændede østvindue i koret blev genåbnet. Gulvet blev gennemgravet, og de fleste spor efter begravelser fjernet, så en ny varmekælder kunne indrettes.
Den vestlige dør i sydsiden blev muret til, portalen blev flyttet om til en ny dør i vestgavlen, og udstyret med et nyt topstykke med en indskriftstavle. Østgavlen blev ommuret, og begge gavle forsynet med sandstenspynt i senrenæssancestil. På vestgavlen blev årstallet for ombygningen 1878 sat op i jerncifre udformet som murankre. Våbenhuset blev renoveret, og udstyret med ovale vinduer i siderne. Jernsprosserne i disse vinduer stammer muligvis fra de kapeller i urtegården, som blev fjernet ved denne lejlighed. I tårnets nordside blev der lavet en dør. Griffenfelds kapel, som på dette tidspunkt betegnes skriftestol, fik nyt kobbertag i løgkuppelform. Den bevarede del af klosterets gamle østfløj indrettedes til skriftestol.
Storck opfyldte også kirkeværgernes gamle ønske fra genopbygningen efter branden ved at rekonstruere Valkendorfs spir så præcist, som det lod sig gøre ud fra van Wijks prospekt fra 1611. Rytterspiret kom også tilbage på midten af skibets tagryg. Støbejernsgitteret, som sad omkring lanternen på tårnspiret fra 1731, blev brugt til at afgrænse et stykke af urtegården på kirkens nordside, mellem Helligåndshuset og Griffenfelds kapel, hvor de tilbageværende gravsten er anbragt.
Kirken blev genindviet Kristi Himmelfartsdag i 1880.

#### Senere ændringer
Der er ikke ændret væsentligt ved bygningen siden Storcks gennemgribende renovering. Først i 1989-1990 kom der nye tagsten og der blev udbedret svampeskader på de bærende bjælker i hele tagkonstruktionen og udbedret skader i tårnet, spiret og den nye kobberbeklædning.

## Kirkebygningen
Helligåndskirken fremstår i dag i det væsentligste med det udseende, som Storcks renovering i 1870-erne gav den. Rødstensmurene hviler på en lav granitsokkel, og de er opdelt i fag af kobberinddækkede stræbepiller, der slutter lidt under den enkle kransgesims. I hvert fag sidder et højt, rundbuet vindue med jernindfatning. Skibet er seks fag langt og det smallere kor to fag plus korrundingen. Skibet er dækket af et ryttertag i sortglaserede tegl, som på midten prydes af et kobberbeklædt spir i gotisk stil. Koret har sit eget lavere tag, ligeledes i sortglaserede tegl, der er afvalmet og let opskalket over korrundingen.
Korets gavltrekanter har dekorative vandrette bånd og sandstensdetaljer i renæssancestil. Vestgavlen bærer årstallet 1878 udformet som murankre, og der er små rundbuede vinduer i to stokværk, nederst et dobbeltvindue i en fælles rundbueblænding, og over det et enkeltvindue. Vestgavlen er delt i tre fag med stræbepiller, svarende til midterskib og sideskibene. Ydrefagene har høje vinduer, mens midterfaget prydes af den sandstensportal, som oprindeligt sad på sydsidens vestfag. Portalen er i dag kirkens hovedindgang. Over portalen sidder et cirkulært jernindfattet vindue. I portalens topstykke indgår en inskription med et kortfattet resumé af kirkens historie frem til 1879. Vestgavlen er ikke helt vinkelret i forhold til sidemurene, således at sydmuren er lidt længere end nordmuren. I østgavlen sidder et højt vindue i sydsiden, resten dækkes af kor og tårn.
På sydsiden af skibet i andet fag fra øst er tilbygget et våbenhus, som er prydet med en stor sandstensportal. På nordsiden, svarende til sydsidens østre fag, rejser sig kirkens klokketårn i otte stokværk, kronet af den kobberbeklædte rekonstruktion af Valkendorfs renæssancespir. Tårnet har spidsbuede blændinger med rundbuede vinduer. På korets nordside, delvist overlappende tårnet, er resterne af klosterets østfløj blevet til en lav tilbygning med spidsbuede vinduer og dørindfatning. Ryttertaget er i sortglaserede tegl, med kvistvinduer. Tilbygningen afsluttes af en kamtakgavl med høje spidsbuede blændinger.
Ved nordsidens andet fag, modsat våbenhuset, er tilbygget Griffenfelds kapel, en cirkulær bygning med løgkuppelformet kobbertag. Bygningen har ovale vinduer med sandstenskarm og jernsprosser, beskyttet af jerngitre. Ved kirkens nordvestre hjørne tilstøder Helligåndshuset, med et overlap som udgør lidt mere end ét fag. Området langs kirken nordvæg, mellem kapellet og Helligåndshuset er indhegnet med et smedejernsgitter, som oprindeligt sad på tårnets gamle spir, fra Kriegers genopbygning. I indhegningen findes de fleste af af de tilbageværende gravsten.
- Set fra nordvest
- Set fra nord
- Set fra nordøst
- Tårnet
- Svend Hammershøi, Helligåndskirken set fra Sparekassen i Niels Hemmingsensgade, 1935

## Interiør

### Kirkerummet
Der er ikke overleveret mange informationer om hvordan kirkerummet så ud før branden i 1728. Bygningen havde basilikaform, med lave sideskibe og et højt midterskib med vinduer over sideskibenes tage. Sideskibene har være adskilt fra midterskibet af kraftige arkadebuer, båret af ovale profilerede søjler. Sideskibenes hvælvinger har sandsynligvis været så lave, at der var plads til pulpiturer over dem, eller i hvert fald adgang til pulpiturer. Der har været lukkede herskabsstole til adelsfamilierne, epitafier på væggene og gulvet har været dækket af gravsten. Alt gik tabt ved branden 1728.
I dag står kirkerummet og kirkens ydre i det væsentligste som Storck efterlod det i 1879. De største ændringer er nok tilføjelsen af kororglet og udskiftningen af døbefonten (se nedenfor). Skibets vestfag er skilt fra med en væg og danner et forrum og trapperum til pulpiturerne inden for vestportalen, under orgelpulpituret, således at skibet bliver fem fag langt – på grund af tårnet dog kun fire fag i nordre sideskib. Koret, som er hævet to trin, er to fag langt plus rundingen. Dets bredde svarer til midterskibets.
Hvælvingerne, som i dag er lige høje i midterskib og sideskibe, bæres af ottekantede søjler i to rækker. Søjlerne er hvide med enkle sokler og kapitæler malet grå med forgyldte detaljer. De hviler på høje træbeklædte plinte. Murværket er hvidt, og al træværket fremstår hovedsagelig mørkebrunt med forgyldte detaljer, selv om det ikke skorter på brug af farver i stafferingen.
Ud over indgangen i vestenden kan man også komme ind gennem våbenhuset i sydsiden. Modstående denne dør i nordsiden er der indgang til Griffenfelds kapel, der i dag er indrettet til bede- og meditationsrum, hvor man kan tænde et lys i den gamle døbefont (se nedenfor). Øst for kapelindgangen er der en dør til tårnet, og i korets nordvæg er der en dør til sakristiet.
- Interiør set fra indgang
- Interiør set fra kor
- Interiør set fra nord
- Sydlige sideskib

### Inventar
De større inventardele behandles nedenfor. Her skal yderligere nævnes korgitteret, hvis messingbalustre stammer fra 1732. Oprindeligt var der også en dobbeltdør, ligeledes med messingbalustre, men den blev fjernet ved en ombygning af gitteret i 1846, hvor det muligvis også blev gjort lavere.
Værd at bemærke er også Henrik Starckes store krucifiks på korets nordvæg, ved opgangen til prædikestolen, som blev ophængt i 1967. Det er udskåret af moseeg. Det erstatter et 180 cm højt krucifiks i eg, anskaffet i 1894, som hang på samme sted. Et tredje krucifiks af forsølvet bronze, 122 cm højt, blev doneret i 1867 af pastor Johannes Bloch Suhr, for at det skulle "bestandigen have sin plads på alterbordets midte". Det eneste spor af det i kirkerummet i dag, er at det nævnes på tavlen over gaver til kirken.

### Stolestader og pulpiturer
Der vides ikke meget om udseendet af stole og pulpiturer fra før branden. Efter branden blev der opsat nye stolestader, og man ved at Johs. Weiss lavede udskårne topstykker til dem, men heller ikke her kendes udseendet. I 1730'erne omtales 96 stole opbygget på egerammer, så de kunne flyttes, når der var begravelser under kirkegulvet. I 1770'erne blev der sat "tralværk", dvs. små ballustre, på toppen af ryglænene. Da Malling flyttede prædikestolen fra tredje pille fra vest i nordsiden til den nuværende plads, blev stolene også ombygget. De nuværende lukkede stolestader i eg er fra 1940, udformet af Thomas Havning, men med udstrakt anvendelse af døre fra de gamle stader, hvoraf vi må slutte, at der ikke er ændret meget ved deres udformning. I sideskibene er der yderligere langsgående mørkebrune bænke.
Efter reformationen fandtes forskellige herskabsstole, der omtales som pulpiturer, men det har sikkert bare betydet, at de var hævet lidt over gulvet. Griffenfeld havde en stol med våbenskjold på, og ligeledes Corfitz Ulfeldt og Leonora Christina. Egentlige pulpiturer omtales først i 1706, men de kan have været der længere. Sandsynligvis udnyttede man pladsen over de lave sideskibshvælvinger til højtliggende pulpiturer. Efter branden argumenterer kirkeværgene i hvert fald for at få et øvre pulpitur, med at de havde mistet den plads, der havde været "over de syndre hvælvinger". I første omgang fik de kun pulpiturer i ét niveau, et gennemgående på sydsiden og et todelt, på hver side af prædikestolen, på nordsiden. Først i 1759 blev der tilføjet et øvre pulpitur på sydsiden. En tegning fra perioden mellem Mallings flytning af prædikestolen i 1846 og Storcks store ombygning i 1879 viser gennemgående pulpiturer i to etager i begge sideskibe. Efter Storcks ombygning er der pulpiturer i ét niveau, svarende til orgelpulpiturets, i begge sideskibes fulde længde. De bæres af træsøjler i klassisk kompositstil, som er placeret ud for de ottekantede søjler. Ét af fagene på det søndre pulpitur optages i dag af kororglet (se nedenfor).
Siden 1878 har kongestolen være placeret i søndre sideskibs østfag, som vi ser den i dag, men en kongestol omtales også tidligere, dog uden stedsangivelse. Det anses for ret sikkert, at den har været placeret på søndre pulpitur, over for prædikestolen (i dens gamle placering).

### Altertavle
Der foreligger ingen oplysninger om kirkens altertavle før branden i 1728. Efter branden skulle Fr. Ehbisch udføre en ny altertavle og prædikestol, ligesom til de øvrige brandskadede kirker i byen, men inden det blev til noget for Helligåndskirken, bestemte Christian 6. sig for at forære kirken disse inventardele fra slotskirken på Københavns Slot, som skulle nedrives for at gøre plads til det første Christiansborg.
Altertavlen var lavet i 1727 af Diderik Gercken med relieffer og figurer af Just Wiedewelt, og i sin arkitektoniske opbygning, tydeligt inspireret af Tessins altertavle i Vor Frelsers Kirke. Midterpartiet er et himmelfartsbillede af Henrik Krock. I topstykket ses Frederik 4.s portræt og monogram i medallion. Ved opstillingen i Helligåndskirken i 1732 blev Christians 6. monogram med palmegrene tilføjet under medallionen. Over topstykket svæver en helligåndsdue i stråleglans.
Kongen undtog dog nogle dele af altertavlen fra gaven, dele som han åbenbart tænkte sig kunne bruges i den nye Christiansborg. Det var bl.a. de to søjler, som flankerer midterpartiet og de to figurer, Tro og Håb, på ydersiden af søjlerne. Stukkatøren Brenno lavede et par midlertidige søjler i marmorstuk, men de første år stod tavlen uden de to figurer. Først i 1747, da Frederik 5. var kommet på tronen, blev de sidste dele overgivet til kirken, og altertavlen kunne færdiggøres. Ved denne lejlighed blev Frederik 5.s monogram føjet til de to andre på topstykket.
Kirken råder over to alterklæder, som er ældre end branden. De blev overtaget i 1806 fra Sankt Nikolai Kirke, da den blev nedlagt. I et inventarie fra 1727 nævnes fem alterklæder, hvor de fire må været gået til i branden. Det femte, som var skænket af Peter Griffenfeld i 1674, overlevede på en eller anden måde, og blev solgt til en islandsk kirke i 1783 sammen med en tilsvarende messehagel.

### Prædikestole
Før branden anvendtes en prædikestol fra begyndelsen af 1600-tallet, doneret af Adam Bødiker og hustru Wendele von Delden. Givernes navne skal have været anbragt på stolen, men ellers vides kun at den senere blev stafferet.
Efter branden fik kirken prædikestolen fra Københavns Slot. Den var stort set ny – Ehbisch, som havde skåret den, sendte regning i november 1727. Dens placering i slotskirken var anderledes end i Helligåndskirken, hvor den blev anbragt på den midterste pille i nordsiden, så Ehbisch måtte lave en ny opgang og en ny fod til kurven. Stolen blev marmoreret af J.C. Krüger i farver der passede med materialerne i alteret. Stilen var barok, med maser af engle og putti, der boltrer sig i skyformationer.
I 1846 blev der opsat en ny prædikestol i klassicistisk stil tegnet af P. Malling. Stolen kan ses på en tegning fra før 1879-renoveringen. Den sad samme sted som den nuværende, på det sydvestre hjørne af tårnet. Den havde en sekskantet kurv og en bred flad himmel, kronet af en stor stående engel, modelleret af C.J. Rosenfalk.
Mallings prædikestol fik en kort levetid, da Storck ved renoveringen i 1879 udskiftede den med den nuværende i renæssancestil efter hans eget udkast. Detailtegningerne menes at være af Martin Nyrop, mens Bissen skal have modelleret figurene.

### Døbefonte
Klosterkirken har ikke haft behov for en døbefont, men da den efter reformationen blev sognekirke, må den nødvendigvis have haft én. Imidlertid er den første font, der omtales, først fra 1609, hvor den blev skænket af rådmand P.A. Randulf. Den var oprindelig anbragt i vestenden af nordre sideskib, men måtte flyttes i 1651, da man genåbnede døren til Helligåndshuset. Den blev da placeret i østenden af søndre sideskib (hvor kongestolen står i dag), i det tilbyggede stykke af skibet, som må have været nyt på dette tidspunkt. Fonten gik tabt ved branden 1728.
Efter branden huggede Diderik Gercken en barok sandstensfont med en bred kumme på en ottekantet fod. Sandstenen var marmoreret med forgyldte ornamenter. Den var anbragt samme sted som den foregående, i søndre sideskib. Den var udstyret med en fontelukkelse i eg, som i 1746 blev udsmykket med figurer og en fontehimmel, skåret i lindetræ af Hänel. I 1846 blev den udskiftet med en støbt font af zink med forgyldte bronzeornamenter, som blev anbragt midt i koret. Den blev kasseret under Storcks renovering i 1878 og i 1895 skænket til Humlebæk Kirke, hvor den stadig anvendes. Storck bragte Gerckens font tilbage i kirken, men nu placeret i koret. Der stod den til omkring 1940, hvor den blev overdraget til Gørslev Kirke. Gørslev benyttede fonten frem til 1992, hvorefter de afleverede den til Nationalmuseet. Siden da er den vendt tilbage til Helligåndskirken, hvor den nu står som fokuspunkt midt i Griffenfelds kapel.
I 1939 erhvervede Helligåndskirken på en auktion i London, den marmordøbefont af Thorvaldsen, som den benytter i dag. Fonten har en usædvanlig forhistorie: Thorvaldsen lavede i 1805-15 på bestilling en døbefont til Brahetrolleborg Kirke, som endnu benyttes i kirken. Derefter begyndte Thorvaldsen på en kopi, som han havde tænkt sig at forære til Island, til minde om sin farfar, som kom fra øen. Inden han blev færdig fik han imidlertid i 1822 en bestilling fra den anden jarl af Caledon på endnu en kopi. Thorvaldsen lod jarlen få den kopi, som han var i gang med, selvom indskriften på fontens ene side siger, at Thorvaldsen skænkede den til Island i 1827. Island fik senere en anden kopi, som i dag står i Reykjaviks Domkirke. Den første kopi stod i over hundrede år i jarlens ejendom i London, Carlton House Terrace 5, indtil den blev solgt på auktionen i 1939, hvor Helligåndskirken købte den. Som dens forgænger er den placeret midt i koret.
Kirkens dåbsfad er fra 1682, hvor det blev skænket af assessor Hans Nielsen og hustru, som havde gravsted i krypten under fonten.

### Orgler
Der vides ikke meget om kirkens orgel før branden, end ikke hvor i kirken, det var placeret – sandsynligvis dog i vestenden, som i dag. I 1662 skænkede borgmester Hans Nansen (Karen Nansens farfar) 100 rdl til kirken, bl.a. til forbedring af orgelværket.
Efter branden var det Lambert Daniel Kastens, der byggede det nye orgel, som han gjorde det i flere andre af byens brandskadede kirker. Instrumentet var færdigt i oktober 1733. I starten stod facaden i ubehandlet træ, men det medførte, at den allerede i 1749 måtte repareres pga ormeangreb. Derefter blev facaden malet i farver svarende til den daværende prædikestol og alter. Billedskærerarbejderne blev forgyldt og det øvrige træværk marmoreret. Værket blev også efterset og repareret ved denne lejlighed. I 1766-67 blev orglet hovedrepareret, og i resten af dets levetid, frem til 1876, blev det repareret mindst fire gange.
I 1876 byggede Knud Olsen et nyt orgel til kirken, og ved den store renovering i 1878-80 fik det en ny facade, tegnet af Storck og skåret af billedskærer H.C. Berg i samme renæssancestil som det øvrige nye inventar. Orglet havde 40 stemmer fordelt på tre manualer og pedal. Storcks facade omfatter et rygpositiv, men den del af facaden var bare en attrap. Orglet blev ombygget af Marcussen i 1935, men der kendes ingen detaljer.
Marcussen & Søn byggede i 1986 et nyt orgel bag Storcks facade. Det adskiller sig fra flertallet af de store orgler i København ved at være bygget efter et romantisk klangideal, hvor det ellers er Orgelbevægelsens præ-romantiske klangideal, der dominerer hos de danske orgelbyggere. Orglet har 75 stemmer fordelt på fire manualer og pedal, og der er brugt meget ældre pibemateriale i opbygningen, bl.a. fra dets forgænger, men også fra andre nedrevne instrumenter. Nu har rygpositivet igen fundet indpas i orgelbyggeriet, og Storcks attrap blev ombygget til at indeholde klingende piber.
I 1998 erhvervede kirken et kororgel med seks stemmer og anhangspedal. Instrumentet er ikke nyt, det er bygget i 1899 af I. Starup, og har tjent i Smørum Kirke til 1989, hvor det blev skiftet ud. Orglet blev reddet fra smeltediglen af en privatperson, og i 1998 fik han den gode idé, at sætte det op i Helligåndskirken, hvor det passer fint sammen med det øvrige inventar, idet dets facade også er tegnet af Storck. Orgelbygger Svend E. Nielsen stod for flytning og renovering af orglet, og det er nu placeret på søndre pulpitur over indgangen fra våbenhuset.

### Lysekroner
Blandt kirkens mange lysekroner, er der især én, som at værd at læggge mærke til. Den hænger i koret, og er af forgyldt malm med sølvbeslag. Den har 12 arme i to rækker af seks, og i den store kugle er indbygget et urværk med en vandret urskive på undersiden af kuglen. Værket slår kvarter- og timeslag. Kuglen er udsmykket med kerubimhoveder, mellem de to lag arme er anbragt tre faunfigurer, over armene en krone og øverst en pelikanfigur med tre unger, som den nærer med blod fra dens bryst. Blodet er gengivet med en rød sten i indfatning.
Lysekronen er fra omkring 1610, men er først doneret til kirken af bager Christian Drevitz i 1750. Hvor den har været brugt før kirken fik den, vides ikke, men der er nogle sandsynlige teorier. Sølvbeslagene er stemplet med de samme stempler som Christian 4.s sølvalter i Frederiksborg Slotskirke, hvilket ifølge undersøgelser i 1958 skulle indebære, at den senest er fra 1613, men måske samtidig med alteret fra 1606. Det er derfor nærliggende at forbinde lysekronen med Frederiksborg. Vi ved, at der har hængt en lysekrone med urværk i bedekammeret, med det er så lavloftet, at det ikke kan være denne krone. En anden krone med urværk, som har hængt i kongens smykkekammer på Frederiksborg, nævnes seneste i et inventarie fra 1677 med en beskrivelse, der passer fint med Helligåndskirkens lysekrone. I et inventarium for Rosenborg fra Christian 5.s tid nævnes en lysekrone med en beskrivelse, som passer med kirkens. Ifølge kirkens overleveringer skulle kronen komme fra Københavns Slot, og det kunne passe med, at den blev hjemløs, da Christian 6. byggede det første Christiansborg i 1730-40'erne. Det er altså muligt at lysekronen har flyttet rundt mellem tre kongelige slotte, før den fandt sin plads i Helligåndskirken.

### Malerier og glasmalerier
På korets nordvæg hænger at maleri af Adam Müller fra 1837, som forestiller Martin Luther i Worms. Det er skænket af Kunstforeningen, og har altid hængt i koret. På vestvæggen under orgelpulpituret ses Joakim Skovgaards Mariæ bebudelse fra 1897, som er skænket ef kirkeværgen Georg Bestle.
I korets fire vinduer blev der i 1892-94 opsat glasmalerier. I det nordøstvendte vindue ses apostelen Johannes. Billedet er skænket af Georg Bestle og hustru, til minde om Christian 9. og dronning Louises guldbryllup i 1892. I samme anledning blev maleriet i det sydøstvendte vindue skænket af Carl Jacobsen. Det forestiller Jakob den ældre. Jacobsen skænkede også billedet af Maria Magdalene, som sidder i det sydvendte vindue, i anledning af kronprins Frederiks (senere d. 8.) og kronprinsesse Louises sølvbryllup i 1894. Samme år blev i korets midtvindue udført et glasmaleri af August Duvier efter tegning af kunstmaler C.N. Overgaard, forestillende Himmerigets Port, men dette synes at være gået tabt, da der i dag sidder klart glas i vinduet.
Fire små ovale glasmalerier fra 1700-tallet med scener fra Jesu liv er overdraget til Nationalmuseet.

### Tårnur, klokker og klokkespil
Helligåndskirkens tårnur nævnes så tidligt som 1562, og i 1651 foreskriver reglerne for købmændene og kræmmernes lav, at de skal rette sig efter Helliggeistes ur. Efter branden blev i 1734 opsat et nyt værk, bygget af Peter Matthiesen. Urskiverne blev forgyldt, og Ernst Didrich leverede fire kobbervisere, én til hver skive (minutvisere bugtes ikke). I 1747 blev værket forbundet til en urskive inde i kirken på korets nordvæg som også viste månens faser. Den synes at være afskaffet ved renoveringen i 1846.
Inventariet fra 1727 nævner to klokker i tårnet fra 1589 og 1640 samt to mindre klokker i tagrytteren, som alle er gået tabt. Efter branden blev der i 1732-33 anskaffet fire klokker, som alle blev omstøbt i 1931 med bevarelse af de originale indskrifter. Det er dem, som stadig hænger i tårnet.
Det første klokkespil, eller sangværk som det tidligere kaldtes, anskaffedes i 1647-49 og bestod af 19 klokker støbt af Henrik Vestrinck. Det spilede en salmemelodi hver halve time og blev også flittigt anvendt ved begravelser. I 1718 ændrede Johan Mercki det, så det kunne udføre dobbeltslag; værket gik tabt ved branden i 1728. Mens kirken brændte spillede det salmen "Vreden din afvend, Herre Gud, af nåde", som det også havde spillet ved dets indvielse.
Først i 1947 fik kirken igen et klokkespil. Det blev fremstillet af Jydsk Jernstøberi og Maskinfabrik og omfattede 41 klokker. Det blev indviet 28. november med samme salme, som dets forgænger. I januar 2003 blev et nyt klokkespil med 49 klokker indviet, og det gamle overladt til Dansk Klokkemuseum. Det nye værk er fremstillet af det hollandske firma Koninklijke Eijsbouts.

## Gravminder

### Kirkegården
Efter omlægningen til sognekirke blev der behov for en kirkegård, og den lå først syd for kirken ned til Fisketorvet (nu Strøget). I 1607 overlod Christian 4. klosterets urtegård til kirken, og kirkegården blev udvidet på nordsiden, så langt, at der efter branden i 1728 blev skåret noget bort ved gennemføringen af Kokkegade (nu Valkendorfsgade).
På 1700-tallet omtales de forskellige dele af kirkegården med egne navne, og de har forskellig status. Vestre kirkegård lå mellem Helligåndshuset og den vestre hegnsmur. Søndre kirkegård mellem kirken og Strøget. Vinklen mellem koret og bygningerne i sydøstre hjørne af området, som tilsyneladende altid har ligget der, kaldtes sprøjtehuskirkegården. Østre kirkegård var striben fra korgavlen, langs Lille Helliggeiststræde (nu Niels Hemmingsensgade) op til Valkendorfgade. Endelig var nordre kirkegård den gamle urtegård og området nord for og fra 1710 dog omtalt som søndre hhv. nordre afdeling. Østre kirkegård var forbeholdt fattigbegravelser, mens sprøjtehuskirkegården og nordre afdeling af urtegården var forbeholdt "honette borgerfolk".
Kirkegården blev nedlagt i 1851, da det blev forbudt af foretage begravelser inden for voldene, og området var lukket for offentligheden på nær under gudstjenester frem til 1895, hvor det blev et offentligt anlæg, hvilket det stadig er.

### Kirken
Af Helligåndskirkens tidligere rigdom af gravsten og epitafier er der ikke meget tilbage. I selve kirkerummet er der ikke bevaret noget, i Helligåndshuset finder man en håndfuld epitafier langs væggene og nogle gravsten i gulvet. I den gamle urtegård er området langs kirkens nordmur mellem Griffenfelds kapel og Helligåndshuset indhegnet med det gamle smedejernsgitter, der sad på tårnet før rekonstruktionen af Valkendorfs spir, og der ses en snes gravsten og nogle mindre epitafier, dels på jorden, dels indmuret i kirkens og Helligåndshuset mure.
Takket været Peder Hansen Resen ved vi dog lidt om, hvad der var at se i kirken før branden. I hans Atlas Danicus er der gengivet tegninger af nogle epitafier Arkiveret 10. juni 2007 hos  Wayback Machine, og i Inscriptiones Hafnienses er inskriptioner fra nogle af gravstenene. Således kan vi læse, at den ældste sten, som Resen har afskrevet, lå over Peder Villadsen (stavet Per Willatzen i afskriften), borgmester i København. Resen har afskrevet dødsåret som M.D.XXXV (1535), men senere historikere mener, at Resen må have læst forkert, og dødsåret må være 1539. Teksten er på dansk, og ikke på latin, som det var almindeligt i den katolske tid. Den slutter ikke med et skriftsted, som man tidligere brugte, men med Villadsens mundheld: "Den som vel lefver hand ikke ilde døer." Reformationen havde allerede påvirket skik og brug.
De eneste minder i kirkerummet om de mange begravelser under gulvet er to tavler med navnene på i alt ni standspersoner, som døde mellem 1544 og 1697. De hænger på hver side af indgangen fra våbenhuset. Blandt gravminderne er den mindeplade over Ejnar Asbo, kordegn ved kirken, der døde 1944 "som offer for Danmarks sag". Der hænger på vestvæggen i søndre sideskib. Er andet mindesmærke fra besættelsen står på pladsen syd for kirken: Den ukendte koncentationslejrfanges grav. Støtten er tegnet af Kaare Klint og indskriften er af Halfdan Rasmussen. Asken af to ukendte koncentrationslejrfanger er nedsat under den. Afsløringen foregik i 1950.

### Helligåndshuset
I Helligåndshuset er i dag seks epitafier på væggene og syv gravsten i gulvet, samt to mindre stenplader i vinduesnicherne under de to sydligste vinduer, som blev afdækket ved afrensningen af den gamle kalk i april/maj 2008. Pladen i østvæggens niche er et epitafium over Eggert Rasmussen, som havde grav nr. 15 under stenpladen. I vestvæggens niche er inskriptionspladen fra Peder Juuls epitafium, som hang foran vinduet. I Danmarks Kirker beskrives pladen.
I Danmarks Kirker redegøres for 13 epitafier, hvoraf tre er udenfor i urtegården og resten i Helligåndshuset. Tre epitafier er altså gået tabt siden. Af de tilbageværende er det ældste i Helligåndshuset fra 1779 og sat over Agnete Lunding. De øvrige er også fra sidste del af 1700-tallet på nær ét fra 1896 og sat over justitsråd Christian Hee-Wadum og hustru Margrethe Lange, som havde testamenteret deres formue til et fond for uddannelse af "unge søkrigere". Det er sat af Søofficersskolen.
Nationalmuseet redegør også for syv gravsten i kapellet, som ikke var tilgængelige på det tidspunkt, da de lå under et plankegulv fra 1918. Storck har imidlertid indtegnet dem på en plan over huset fra 1882, hvor de ligger i det system af fire nord-syd-gående rækker af grave, som kapellet var opdelt i. I dag er plankegulvet erstattet af et flisegulv, og der ligger syv store gravsten ned langs rummets midterlinje, fordelt mellem søjlerne. Nationalmussets identifikation af stenene stemmer med seks af de sten, som ligger i gulvet i dag, men den sidste, som de mener er over Eggert Rasmussen, bærer i dag indskriften "HER UNDER HVILER ERLIG OC VELACHT MAND HEINDRICH MOTTOL MED SIN KIERE HUSTRU IEHANNE TERKELS DATTER OC TILHØRRER DENNE STEN OC BEGRAVELSE STED ERLIG OG VELACHT MAND IØRGEN BIRMAN BORGER OC KOBERSCHMID HER UDI KØBENHAVEN MED SIN KIERE HUSTRUE MARIA WOGENERS SAMBT DERIS BØRN OC ARFVINGER. ANNO 1669". Hvis årstallet står til troende, så er stenen med god margin den ældste af de seks sten, der har bevaret indskrift. De øvrige er fra 1757-1786.
- Agnete Lundings epitafium fra 1779
- Christian Hee-Wadums epitafium fra 1896
- Gravsten over Heindrich Mottel dateret 1669
- Gravsten over Knud Steenberg fra 1786

### Urtegården
I indhegningen langs kirkens nordvæg findes de resterende af de 27 gravsten, som Danmarks Kirker beskriver, men flere af dem er så forvitrede, at de ikke længere lader sig identificere. Den ældste, der kan identificeres – ikke på grund af dens tilstand, men på dens placering – er lagt over borger og skomager Hans Federsen og hustru i 1758.
Den nyeste sten er fra 1865 over Johan Gabriel Linde, sønnesøns søn af Arved Christian Linde, hvis sten fra 1762 også sidder i kirkemuren. Lindefamilien er i øvrigt repræsenteret med hele seks medlemmer. De to ældste epitafier fra 1590 og 1602 er indmuret i Helligåndshusets østvæg, mens det tredje, hvor kun indskrifttavlen er bevaret, sidder mellem gravstenene i kirkens nordmur .
- Det ældste bevarede epitafium, formodentlig over Heindrich Potthof van Felen (o.1580).
- Gravsten over Arvid Christian Linde (1762) og Gabriel Linde (1791).
- Gravsten over Hans Kofoed (1795).
- Gravsten over Sara Jensen Liebenberg (1801).

## Priorer og præster
I kirkerummet hænger over pulpiturene fire tavler med navne og årstal for kirkens præster fra 1532 til 1954. Listen fortsætter på en femte tavle, som hænger på våbenhusets vestvæg.
|  | Eftersyn Dette afsnit bør gennemlæses af en person med fagkendskab for at sikre den faglige korrekthed. |

### Klosterets priorer
Da Christian 1. i 1469 på egen hånd, og åbenbart uden den store indsigt i ordenens regler, omdannede Helligåndshuset til et kloster i Helligåndsordenen, indsatte han Christian Torkildsen som prior. I 1474 fulgte Torkildsen med kongen på hans rejse til Rom, hvor han fik bragt tingene i orden hos stormesteren i San Spirito og stadfæstet omdannelsen af huset til et kloster, hørende direkte under moderhuset og dermed uafhængigt af det lidt ældre kloster i Aalborg. Paven tildelte desuden klosteret afladsprivelegier, så Torkildsen må have været godt tilfreds med resultatet af rejsen.
Christian Torkildsen fremstår som en handlekraftig mand og sikkert en god mand for sit kloster, men måske lidt for glad for sin magt. Prioeren i klosteret i Malmö var i hvert fald ikke tilfreds med hans opførsel. Christian 1. og magistraten i Malmö havde givet Torkildsen visse rettigheder over Malmö-klosteret, som han åbenbart misbrugte, for Prior Asser klagede til Rom, hvilket medførte at stormesteren i San Spirito sendte Torkildsen en skarp irettesættelse og påbød ham at bringe alt gods, han havde fjernet fra Malmö tilbage, og i øvrigt holde op med at genere prior Asser.
Torkildsen nævnes sidste gang i 1500, og er formodentlig død inden for et par år derefter. I 1502 nævnes Peder Plog første gang som prior. Plog forekommer at være mere omgængelig og mindre magtsyg end forgængeren, fx gav han 1512 helt afkald på rettighederne over Malmö-klosteret. Han ledede helligåndsklosteret frem til ophævelsen af klosterinstitutionen i 1530, hvorefter han fortsatte som leder af det nu verdslige hospital, men stadig med sin gamle titel af prior.

### Sognekirkens præster

#### 1500-tallet
Den danske kirkes udvikling efter reformationen blev præget af tilhængere af Philipp Melanchthons idéer, "Filippismen", og således også Helligåndskirkens præsteliste. En af Melanchthons mest lovende disciple, teologiprofessor Jens Andersen Sinning (eller Sinnesen), blev indsat som præst i foråret 1547, men det blev en kort karriere, da han døde 30. november samme år. Sinning blev efterfulgt af landets måske mest navnkundige teolog Niels Hemmingsen, som også var tilhænger af Filippismen. Når universitetet tillod at en fremragende lærer som Hemmingsen tog en præstestilling, har det sikkert kun været ment som en kortvarig overgangsordning, indtil den rigtige mand til stillingen var fundet, men ikke desto mindre kom Hemmingsen til at virke ved kirken i seks år. Desværre er der ingen efterretninger om, hvordan han udøvede kaldet. Hemmingsen blev senere efterfulgt af to andre filippister, Niels Hvid (1564-78) der senere blev biskop i Lund og Peder Jensen Vinstrup (1578-87), der blev biskop i Århus stift.
Jon Jakobsen Venusinus betegnes som vores sidste store renæssancehumanist, med en omfattende viden inden for et bredt interresseområde. Selv om han utvivlsomt var en dybt religiøs mand, så stilles der spørgsmålstegn ved hans egnethed som præst. Alligevel var han provst og præst i Herfølge, indtil han fik nok af landsbylivet og søgte ind til København. Han blev præst i Helligåndskirken i 1587, og det berettes at hans prædikener var fyldt med verdslig filosofi. Det kunne måske gå an, men at han på egen hånd udelod eksorcismen fra dåbsritualet medførte at han blev suspenderet i 1588. Det lykkedes ham at få sagen bilagt ved at forpligte sig til at respektere ekscorcismen som et led i liturgien. I 1600 blev Venusinus forflyttet til universitetet, hvor han fik et professorat i fysik.

#### 1600-tallet
Da det i starten af 1600-tallet kom til et opgør mellem filippismen og en fremvoksende mere ortodoks luthersk lære var det Hans Henriksen Bang, der var præst i Helligåndskirken, og han hørte givet til den gamle skole, men hans efterfølgere i stillingen var af den nye strengere retning, som blev den førende i tiden.
Magister Anders Hansen (1643-65) beskrives som en "gennemsnitspræst af ortodoks støbning" og skal kun nævnes her, da han var så uheldig at have stillingen i den periode, da en gruppe studenter kritiserede statskirken og den præsteskab, ved at sende de københavnske præster formaninger om at udføre deres gerning med større iver. Hovedmanden i denne sag synes at være Esaias Fleischer, søn af hofapotekeren med samme navn. Fleischer mødte frem i skriftestolen hos Anders Hansen, men i stedet for at lade sig skrifte, overrakte han sin sognepræst en skrivelse med ni punkter, som han forlangte at denne skulle forpligte sig til at overholde. De unge studerenes opførsel faldt naturligvis ikke i god jord hos præsteskabet, og det endte med, at Fleischer blev bortvist fra universitetet.
Fleischer tog i stedet til udlandet for at studere og tilbragte ti år i Tyskland, England, Holland og Italien. Da han endelig vendte tilbage til Danmark i 1665, var han blevet noget mere moderat i sin indstilling, og ejendommeligt nok blev han kaldet til sognepræst i netop Helligåndskirken, hvor han virkede i 32 år til sin død. Han blev begravet i kirken. Han skabte sig et godt navn som præst og blev rost for hans troskab i embedsudførelsen. Det var Fleischer der fulgte Griffenfeld til retterstedet i 1676.
Hvor det er uvist om Fleischers tid i England påvirkede hans forkyndelse, så er der ingen tvivl om Frands Thestrups holdning. Han har selv udtalt at han i læren fulgte de tyske teologer, men i livet de engelske. Det var vigtigt for ham, at troen influerede den praktiske livsførelse. Han kom fra en præststilling i Nakskov, hvor han havde gjort meget ud af at forklare bibelen i sine prædikener, og forbedre de unges kristendomskundskab ved hyppige katekisationer. Han fortsatte denne praksis i Helligåndskirken, selv om det øvrige præsteskab ikke havde meget til overs for det. Da han så, hvor mange børn i hovedstaden, som ikke fik ordentlig undervisning, og især manglede religionskundskaber, fik han i 1702 oprettet en fattigskole i sognet. Her fik børnene undervisning i regning, skrivning og lidt sprog, men især religion, og de fattigste kunne få hjælp til mad og tøj. Idéen spredte sig til andre sogne i byen, og Thestrup betragtes som grundlæggeren af Københavns Skolevæsen. I 1709 blev han forflyttet til Aalborg, hvor han blev biskop.

#### 1700-tallet
Allerede i 1691 havde Fleischer fået lavet et kaldsbrev for Morten Reenberg til at blive hans efterfølger. Da Fleischer så døde i 1697 prøvede menigheden igen at få kaldt Reenberg, men kongen foretrak Thestrup. Endelig da Thestrup blev forflyttet lykkedes det at få Reenberg til kirken. Han havde ikke selv søgt stillingen, men han trivedes så godt i Helliggeist, at det ikke var med hans gode vilje, at han i 1720 blev forflyttet til Vor Frue Kirke som sognepræst og stiftsprovst.
Reenberg var tilhænger af den lutherske ortodoksi og stærk modstander af den pietisme som blev udbredt under Christian 6. Han var en mand med sine meningers mod, og holdt sig ikke tilbage fra at kritisere selv hoffet fra sin prædikestol. Under pesten i 1711 fortsatte han med at holde offentlige gudstjenester, og uden hensyn til egen sikkerhed, kun med en håndfuld dyvelsdræk som beskyttelse, bragte han trøst til sine sognebørn på deres sygeleje. Han opfordrede også sin menighed til at give midler til alle de forældreløse børn, som pesten medførte.
Knud Tommerup (1726-30) var også en præst, som gjorde sig bemærket, med desværre ikke for noget godt. Under hans tid som præst i Garnisons Kirke havde han måttet følge henved 600 personer til retterstedet, hvilket måske kan have påvirket ham i uheldig retning. Under pesten i 1711 holdt han en dunderprædiken, hvor han kaldte København et Sodoma som gud ville udrydde, og forlod derefter selv byen. Der blev rejst sag mod ham, men han må have haft indflydelsesrige beskyttere, for han blev taget til nåde igen, og blev endda forflyttet til Helligåndskirken. Han var kendt for sin pengegriskhed, og var en af byens rigeste præster, da han som nævnt ovenfor mistede det hele, da han under branden i 1728 anbragte sine værdier i kirken, inden han selv igen hastigt forlod byen. Tommerup døde i 1730.
Hvis der er tvivl om, hvorvidt Christian Ramus sympatiserede med den hallensiske pietisme mens han var præst ved kirken (1730-32), så er der ingen tvivl om hans efterfølger Eiler Kaasbølls standpunkt. Kaasbøll (1732-54) havde været kapellan ved Vor Frue Kirke i ti år under Morten Reenberg, og delte fuldt ud sin sognepræsts modvilje mod pietismen. Denne indstilling bragte ham ikke bare i konflikt med nogle af hans indflydelsesrige sognebørn, men også med Christian 6., som gjorde den hallensiske pietisme til statsreligion. Med pietetsbølgen fulgte også forskellige separatistiske bevægelser, så det har ikke været nogen let tid for en ortodoks præst at udøve sit kald, men Kaasbøll stod det igennem, og da han døde i 1754 var den statsstøttede pietisme på retur.
Efter Kaasbøll fulgte tre præster, som kun var ansat i kort tid, og ikke synes at have sat de store spor i sognet. Efter dem fulgte Mourids Hansen (1763-77) og Peder Vogelius (1777-83), som begge menes at have tilhørt den konservative retning, som betegnes den "ældre supranaturalisme". Tidens smagsdommer B.W. Luxdorph, som hørte til sognet og var en flittig kirkegænger, skrev ofte rosende ord i sine notater om begge præsters prædikener.
Peder Hansen kom fra små kår, men med flid og dygtighed havde han uddannet sig, og opnåede understøttelse fra kongen til en studierejse i Halle og Jena, hvor han blev bekendt med oplysningstidens nye ideer. Han kom til Helligåndskirken i 1787 fra en kapellanstilling i Ringsted, og virkede der til han i 1798 blev biskop i Christianssand Stift. Hans teologiske standpunkt lader sig ikke så let kategorisere, og ændrede sig vel også gennem hans karriere, men i hans tid i Helligåndskirken
repræsenterede han tidens liberale teologi.
Peder Hansens prædikener betegnes som køligt intellektuelle, men ind imellem kom en varmere, mere personlig side frem, som fx i hans trøsteprædiken ved branden i 1795. Han gik meget op i udviklingen af fattigskolen, som var blevet genopbygget efter branden i 1728. Hansen havde titel af professor, og fik i 1793 en doktorgrad i teologi fra Halle. Hansens personlighed faldt ikke i alles smag – han betegnedes som anmassende og herskesyg – og han var nok mere respekteret end elsket.

#### 1800-tallet
Hvor Peder Hansen beskrives som en mand, der ragede højt over gennemsnittet af sine kaldsbrødre, så var hans efterfølger Børge Poscholan Kofod en solid repræsentant for det middelmådige. Hans prædikener var i bedste fald gennemsnitlige, og hans temperamentsfulde personlighed blev ikke fundet sympatisk. Alligevel var hans præst i kirken i 40 år, fra 1798 til hans død i 1839 som 87-årig.
Efter næsten et halvt århundrede med lidet karismatiske og alderstegne præster, satte man i 1845 sin lid til den yngre Peter Johannes Spang, der havde været kapellan i kirken siden 1840, og var "agtet og yndet" af menigheden. Han var på venskabelig fod med Grundtvig, men var overvejende en discipel af J.P. Mynster. Desværre døde han af sygdom mindre end et år efter, at han var blevet præst, men nåede i kraft af sin kapellantid, at sætte sine spor i sognets historie, blandt andet ved en omorganisation af skolevæsenet.
Den fornyelse, som man havde håbet Spang ville bringe til kirken, lod vente på sig. Først da præstestillingen skulle besættes i 1880 kom muligheden igen. En fraktion af menigheden så gerne kapellanen Lauritz Hinrich Schmidt udnævnt, og havde samlet 1000 underskrifter, som de indgav til ministeriet. En anden fraktion ville have Thomas Skat Rørdam, som på det tidspunkt var sognepræst i Rønnebæk-Olstrup. Da kongen ikke brød sig om Schmidt – efter sigende på grund af hans forbindelse til Grevinde Danner – faldt valget nærmest automatisk på Skat Rørdam.
Da Skat Rørdam (1880-1886) overtog embedet var kirken nyistandsat, og da man senere ansatte Thomas Laub som organist, var der alle muligheder for at forny sognebørnenes interesse for kirkegangen. Selv om Skat Rørdam ikke var nogen fremragende taler, så gjorde hans solide og troværdige personlighed, at han kunne samle folk om hans prædikestol. Teologisk var Skat Rørdam vel forankret i den evangelisk-lutherske tradition, men han havde mere sympati for Grundtvigianerne end for Mynster og Martensens højkirkelige retning. Han var en hårdtarbejdende mand, hvilket sikkert også har været påkrævet i et sogn, der efterhånden var vokset til 12000 beboere. Han lagde vægt på konfirmandundervisningen og på at uddanne de unge i den kristne lære. Skat Rørdam følte sig tæt tilknyttet Helligåndskirken, og det faldt ham svært at forlade den, da hen i 1886 blev udnævnt til Holmens provst.
Kapellan Schmidt var noget bitter over at blive forbigået i 1880, hvilket ikke var befordrende for samarbejdet med den nye præst, og det er måske noget af forklaringen på, at Skat Rørdam kaldte ham "en sær skrue" i et brev til en kollega. Med Rørdams forflyttelse blev embedet igen ledigt, og denne gang faldt valget på Schmidt, hvilket må have givet ham en vis oprejsning. En helt almindelig præst var han dog ikke. Han var ungkarl, ivrig frimurer og en af byens dygtigste madlavere – han blev ikke kaldt "Sauce-Schmidt" for ingenting. I sit religionssyn hørte Schmidt til tidens positive retning, men han var også en af den tids få kirkemænd, som var påvirket af Søren Kierkegaard.
Schmidt var født og opvokset i Helligånds Sogn, og selv om han passede sin præstestilling på Lolland upåklageligt, så var det vigtigt for ham, at komme til at virke i det sogn, hvor han selv var døbt og konfirmeret. Det fik han så muligheden for fra 1886 til 1895. Han var en præst med et tæt personligt forhold til sin menighed, og som sognebørnene følte de kunne henvende sig til i tryghed. Han havde en særlig god hukommelse for detaljer om de mennesker han kom i kontakt med, og livede ofte sine ellers ordinære prædikener op med direkte henvendelser til tilhørerne.
Schmidts efterfølger blev Albert Schack, der beskrives som Schmidts totale modsætning, både fysisk og åndeligt. Han kom fra en stilling som landsbypræst i Jylland, og lå kirkeligt tæt på Indre Mission, uden dog at være medlem. Efter en halv snes år ved Helligåndskirken søgte han væk fra København, og blev i 1908 forflyttet til Vonsild.

#### 1900-tallet
Ved Schacks forflyttelse rykkede den residerende kapellan Edvard Blaumüller op som sognepræst. Han fik kun lov at virke i denne stilling i tre år, da han døde i 1911, så i lighed med Spang, er det mest hans virke som kapellan (fra 1886), der gør at han huskes. Blaumüller var kendt som en talentfuld digter, og selv om han ikke var den fødte taler, så kunne han godt fange tilhørerne, når han først kom i gang, med hans utraditionelle prædikener, fulde af billeder og farverige skildringer af historier fra bibelen.
Da Skat Rørdam flyttede til Holmens Kirke fulgte en del af menigheden ham, og Blaumüller gjorde i sine første år i kirken meget for at øge fremmødet igen. Blandt andet holdt han børnegudstjenester. Blaumüller kom godt ud af det med Schmidt, og da han gik af, kunne Blaumüller have overtaget stillingen, men han syntes ikke han var parat til ansvaret på det tidspunkt. Samarbejdet med den meget anderledes Schack gik ikke så godt, og præstestanden betragtede i det hele taget Blaumüller med mistillid på grund af hans tilknytning til tidens moderne digtere. Det var derfor en sejr for ham, da han i 1908 blev udnævnt til sognepræst.
I 1974 blev den tidligere missionær Gurli Vibe Jensen sognepræst i kirken efter at have været kapellan fra 1965. Hun var ikke uddannet teolog, men bestod universitets kvalifikationsprøve for ikke-teologiske præster. Hun virkede der til sin pensionering i 1995.

## Eksterne kilder og henvisninger
- Wikimedia Commons har flere filer relateret til Helligåndskirken (København)
- Helligåndskirkens hjemmeside
- Om døbefonten i Gørslev Kirke
- Hovedorglet på 'Orgler i Danmark' Arkiveret 4. marts 2016 hos  Wayback Machine
- Kororglet på 'Orgler i Danmark' Arkiveret 16. august 2004 hos  Wayback Machine
- Klokkespillet på Dansk Klokkemuseum Arkiveret 17. juni 2017 hos  Wayback Machine
- Resens Atlas Danicus på Det Kongelige Bibliotek
- Helligåndskirken Arkiveret 2. april 2016 hos  Wayback Machine hos nordenskirker.dk
- Helligåndskirken hos KortTilKirken.dk
- Helligåndskirken hos danmarkskirker.natmus.dk (Danmarks Kirker, Nationalmuseet)